# Mamadi Kaba
Mamadi Kaba (ur. 15 czerwca 1982 w Kankanie) – gwinejski piłkarz grający na pozycji środkowego obrońcy.

## Kariera klubowa
Karierę piłkarską Kaba rozpoczął w klubie CI Kamsar. W 1998 roku zadebiutował w jego barwach w pierwszej lidze gwinejskiej. W 1999 roku przeszedł do AS Kaloum Star. W 2001 roku zdobył z nim Puchar Gwinei. W połowie 2001 roku odszedł do szwajcarskiego AC Lugano i rozegrał w nim 6 spotkań w szwajcarskiej lidze.
W 2002 roku Kaba wrócił do AS Kaloum Star. W 2005 roku zdobył swój drugi gwinejski puchar, a w połowie roku odszedł do francuskiego drugoligowca FC Gueugnon. W 2007 roku znów powrócił do AS Kaloum Star i w tamtym roku wywalczył z nim pierwsze w karierze mistrzostwo kraju.

## Kariera reprezentacyjna
W reprezentacji Gwinei Kaba zadebiutował 4 października 2008 roku w przegranym 0:2 meczu kwalifikacji do Pucharu Narodów Afryki 2000 z Togo. W 2006 roku został powołany do kadry na Puchar Narodów Afryki 2006 i rozegrał tam jedno spotkanie, z Tunezją (3:0). Wcześniej w 2004 roku był w kadrze na Puchar Narodów Afryki 2004, ale nie wystąpił tam ani razu. Od 1998 do 2008 rozegrał w kadrze narodowej 10 meczów.